# Spisak poštanskih brojeva u Sloveniji
Spisak poštanskih brojeva za sve krajeve u Sloveniji.

### A
- Adlešiči — 8341
- Ajdovščina — 5270
- Ankaran/Ancarano — 6281
- Apače — 9253
- Artiče — 8253

### B
- Begunje na Gorenjskem — 4275
- Begunje pri Cerknici — 1382
- Beltinci — 9231
- Benedikt — 2234
- Bistrica ob Dravi — 2345
- Bistrica ob Sotli — 3256
- Bizeljsko — 8259
- Blagovica — 1223
- Blanca — 8283
- Bled — 4260
- Blejska Dobrava — 4273
- Bodonci — 9265
- Bogojina — 9222
- Bohinjska Bela — 4263
- Bohinjska Bistrica — 4264
- Bohinjsko jezero — 4265
- Borovnica — 1353
- Boštanj — 8294
- Bovec — 5230
- Branik — 5295
- Braslovče — 3314
- Breginj — 5223
- Brestanica — 8280
- Bresternica — 2354
- Brezje — 4243
- Brezovica pri Ljubljani — 1351
- Brežice — 8250
- Brnik aerodrom — 4210
- Brusnice — 8321
- Buče — 3255
- Bučka — 8276

### C
- Cankova — 9261
- Celje — 3000
- Cerklje na Gorenjskem — 4207
- Cerklje ob Krki — 8263
- Cerknica — 1380
- Cerkno — 5282
- Cerkvenjak — 2236
- Ceršak — 2215
- Cirkovce — 2326
- Cirkulane — 2282
- Col — 5273

### Č
- Čatež ob Savi — 8251
- Čemšenik — 1413
- Čepovan — 5253
- Črenšovci — 9232
- Črna na Koroškem — 2393
- Črni Kal — 6275
- Črni Vrh nad Idrijo — 5274
- Črniče — 5262
- Črnomelj — 8340

### D
- Dekani — 6271
- Deskle — 5210
- Destrnik — 2253
- Divača — 6215
- Dob — 1233
- Dobje pri Planini — 3224
- Dobova — 8257
- Dobovec — 1423
- Dobravlje — 5263
- Dobrna — 3204
- Dobrnič — 8211
- Dobrova — 1356
- Dobrovnik/Dobronak — 9223
- Dobrovo v Brdih — 5212
- Dol pri Hrastniku — 1431
- Dol pri Ljubljani — 1262
- Dole pri Litiji — 1273
- Dolenja vas — 1331
- Dolenjske Toplice — 8350
- Domžale — 1230
- Dornava — 2252
- Dornberk — 5294
- Draga — 1319
- Dragatuš — 8343
- Dramlje — 3222
- Dravograd — 2370
- Duplje — 4203
- Dutovlje — 6221
- Dvor — 8361

### F
- Fala — 2343
- Fokovci — 9208
- Fram — 2313
- Frankolovo — 3213

### G
- Gabrovka — 1274
- Globoko — 8254
- Godovič — 5275
- Golnik — 4204
- Gomilsko — 3303
- Gorenja vas — 4224
- Gorica pri Slivnici — 3263
- Gorišnica — 2272
- Gornja Radgona — 9250
- Gornji Grad — 3342
- Gozd Martuljek — 4282
- Gračišče — 6272
- Grad — 9264
- Gradac — 8332
- Grahovo — 1384
- Grahovo ob Bači — 5242
- Grgar — 5251
- Griže — 3302
- Grobelno — 3231
- Grosuplje — 1290

### H
- Hajdina — 2288
- Hinje — 8362
- Hoče — 2311
- Hodoš — 9205
- Horjul — 1354
- Hotedršica — 1372
- Hrastnik — 1430
- Hruševje — 6225
- Hrušica — 4276

### I
- Idrija — 5280
- Ig — 1292
- Ilirska Bistrica — 6250
- Ilirska Bistrica – Trnovo — 6251
- Ivančna Gorica — 1295
- Ivanjkovci — 2259
- Izlake — 1411
- Izola — 6310

### J
- Jakobski Dol — 2222
- Jarenina — 2221
- Jelšane — 6254
- Jesenice — 4270
- Jesenice na Dolenjskem — 8261
- Jurklošter — 3273
- Jurovski Dol — 2223
- Juršinci — 2256

### K
- Kal nad Kanalom — 5214
- Kalobje — 3233
- Kamna Gorica — 4246
- Kamnica — 2351
- Kamnik — 1241
- Kanal — 5213
- Kapele — 8258
- Kapla — 2362
- Kidričevo — 2325
- Kisovec — 1412
- Knežak — 6253
- Kobarid — 5222
- Kobilje — 9227
- Kočevje — 1330
- Kočevska Reka — 1338
- Kog — 2276
- Kojsko — 5211
- Komen — 6223
- Komenda — 1218
- Koper — 6000
- Koprivnica — 8282
- Kostanjevica na Krasu — 5296
- Kostanjevica na Krki — 8311
- Košana — 6256
- Kotlje — 2394
- Kozina — 6240
- Kozje — 3260
- Kranj — 4000
- Kranjska Gora — 4280
- Kresnice — 1281
- Križe — 4294
- Križevci — 9206
- Križevci pri Ljutomeru — 9242
- Krka — 1301
- Krmelj — 8296
- Kropa — 4245
- Krška vas — 8262
- Krško — 8270
- Kuzma — 9263

### L
- Laporje — 2318
- Laško — 3270
- Laze v Tuhinju — 1219
- Lenart v Slovenskih goricah — 2230
- Lendava — 9220
- Lesce — 4248
- Lesično — 3261
- Leskovec pri Krškem — 8273
- Libeliče — 2372
- Limbuš — 2341
- Litija — 1270
- Ljubečna — 3202
- Ljubljana — 1000
- Ljubljana – Bežigrad — 1131
- Ljubljana – Dobrunje — 1261
- Ljubljana – Šmartno — 1211
- Ljubljana Črnuče — 1231
- Ljubljana Polje — 1260
- Ljubljana Šentvid — 1210
- Ljubljana – Vič — 1111
- Ljubno ob Savinji — 3333
- Ljutomer — 9240
- Loče — 3215
- Log pod Mangartom — 5231
- Log pri Brezovici — 1358
- Logatec — 1370
- Loka pri Zidanem Mostu — 1434
- Loka pri Žusmu — 3223
- Lokev — 6219
- Loški Potok — 1318
- Lovrenc na Dravskem polju — 2324
- Lovrenc na Pohorju — 2344
- Luče — 3334
- Lukovica — 1225

### M
- Mačkovci — 9202
- Majšperk — 2322
- Makole — 2321
- Mala Nedelja — 9243
- Malečnik — 2229
- Marezige — 6273
- Maribor — 2000
- Marjeta na Dravskem polju — 2206
- Markovci — 2281
- Martjanci — 9221
- Materija — 6242
- Mavčiče — 4211
- Medvode — 1215
- Mengeš — 1234
- Metlika — 8330
- Mežica — 2392
- Miklavž na Dravskem polju — 2204
- Miklavž pri Ormožu — 2275
- Miren — 5291
- Mirna — 8233
- Mirna Peč — 8216
- Mislinja — 2382
- Mojstrana — 4281
- Mokronog — 8230
- Moravče — 1251
- Moravske Toplice — 9226
- Most na Soči — 5216
- Motnik — 1221
- Mozirje — 3330
- Murska Sobota  — 9000
- Muta — 2366

### N
- Naklo — 4202
- Nazarje — 3331
- Notranje Gorice — 1357
- Nova Cerkev — 3203
- Nova Gorica — 5000
- Nova vas — 1385
- Novo mesto — 8000

### O
- Obrov — 6243
- Odranci — 9233
- Oplotnica — 2317
- Orehova vas — 2312
- Ormož — 2270
- Ortnek — 1316
- Osilnica — 1337
- Otočec — 8222
- Ožbalt — 2361

### P
- Pernica — 2231
- Pesnica pri Mariboru — 2211
- Petrovci — 9203
- Petrovče — 3301
- Piran — 6330
- Pišece — 8255
- Pivka — 6257
- Planina — 6232
- Planina pri Sevnici — 3225
- Pobegi — 6276
- Podbočje — 8312
- Podbrdo — 5243
- Podčetrtek — 3254
- Podgorci — 2273
- Podgorje — 6216
- Podgorje pri Slovenj Gradcu — 2381
- Podgrad — 6244
- Podkum — 1414
- Podlehnik — 2286
- Podnanos — 5272
- Podnart — 4244
- Podplat — 3241
- Podsreda — 3257
- Podvelka — 2363
- Pohorje — 2208
- Polenšak — 2257
- Polhov Gradec — 1355
- Poljane nad Škofjo Loko — 4223
- Poljčane — 2319
- Polšnik — 1272
- Polzela — 3313
- Ponikva — 3232
- Portorož — 6320
- Postojna — 6230
- Pragersko — 2331
- Prebold — 3312
- Preddvor — 4205
- Prem — 6255
- Preserje — 1352
- Prestranek — 6258
- Prevalje — 2391
- Prevorje — 3262
- Primskovo  — 1276
- Pristava pri Mestinju — 3253
- Prosenjakovci/Partosfalva — 9207
- Prvačina — 5297
- Ptuj — 2250
- Ptujska Gora — 2323
- Puconci — 9201

### R
- Rače — 2327
- Radeče — 1433
- Radenci — 9252
- Radlje ob Dravi — 2360
- Radomlje — 1235
- Radovljica — 4240
- Raka — 8274
- Rakek — 1381
- Rateče – Planica — 4283
- Ravne na Koroškem — 2390
- Rečica ob Savinji — 3332
- Renče — 5292
- Ribnica — 1310
- Ribnica na Pohorju — 2364
- Rimske Toplice — 3272
- Rob — 1314
- Ročinj — 5215
- Rogaška Slatina — 3250
- Rogašovci — 9262
- Rogatec — 3252
- Rovte — 1373
- Ruše — 2342

### S
- Sava — 1282
- Sečovlje — 6333
- Selca — 4227
- Selnica ob Dravi — 2352
- Semič — 8333
- Senovo — 8281
- Senožeče — 6224
- Sevnica — 8290
- Sežana — 6210
- Sladki Vrh — 2214
- Slap ob Idrijci — 5283
- Slovenj Gradec — 2380
- Slovenska Bistrica — 2310
- Slovenske Konjice — 3210
- Smlednik — 1216
- Soča — 5232
- Sodražica — 1317
- Solčava — 3335
- Solkan — 5250
- Sorica — 4229
- Sovodenj — 4225
- Spodnja Idrija — 5281
- Spodnji Duplek — 2241
- Spodnji Ivanjci — 9245
- Središče ob Dravi — 2277
- Srednja vas v Bohinju — 4267
- Sromlje  — 8256
- Srpenica — 5224
- Stahovica — 1242
- Stara Cerkev — 1332
- Stari trg ob Kolpi — 8342
- Stari trg pri Ložu — 1386
- Starše — 2205
- Stoperce — 2289
- Stopiče — 8322
- Stranice — 3206
- Straža — 8351
- Struge — 1313
- Strunjan — 6323
- Studenec — 8293
- Suhor — 8331
- Sv. Ana v Slovenskih goricah — 2233
- Sv. Duh na Ostrem Vrhu — 2353
- Sv. Jurij ob Ščavnici — 9244
- Sv. Trojica v Slovenskih goricah — 2235
- Sveti Štefan — 3264
- Sveti Tomaž — 2258

### Š
- Šalovci — 9204
- Šempas — 5261
- Šempeter pri Gorici — 5290
- Šempeter v Savinjski dolini — 3311
- Šenčur — 4208
- Šentilj v Slovenskih goricah — 2212
- Šentjanž — 8297
- Šentjanž pri Dravogradu — 2373
- Šentjernej — 8310
- Šentjur — 3230
- Šentrupert pri Laškem — 3271
- Šentrupert na Dolenjskem — 8232
- Šentvid pri Stični — 1296
- Škocjan — 8275
- Škofije — 6281
- Škofja Loka — 4220
- Škofja vas — 3211
- Škofljica — 1291
- Šmarje — 6274
- Šmarje – Sap — 1293
- Šmarje pri Jelšah — 3240
- Šmarješke Toplice — 8220
- Šmartno na Pohorju — 2315
- Šmartno ob Dreti — 3341
- Šmartno ob Paki — 3327
- Šmartno pri Litiji — 1275
- Šmartno pri Slovenj Gradcu — 2383
- Šmartno v Rožni dolini — 3201
- Šoštanj — 3325
- Štanjel — 6222
- Štore — 3220

### T
- Tabor — 3304
- Teharje — 3221
- Tišina — 9251
- Tolmin — 5220
- Topolšica — 3326
- Trbonje — 2371
- Trbovlje — 1420
- Trebelno  — 8231
- Trebnje — 8210
- Trnovo pri Gorici — 5252
- Trnovska vas — 2254
- Trojane — 1222
- Trzin — 1236
- Tržič — 4290
- Tržišče — 8295
- Turjak — 1311
- Turnišče — 9224

### U
- Uršna sela — 8323

### V
- Vače — 1252
- Vas — 1336
- Velenje — 3320
- Velika Loka — 8212
- Velika Nedelja — 2274
- Velika Polana — 9225
- Velike Lašče — 1315
- Veliki Gaber — 8213
- Veržej — 9241
- Videm – Dobrepolje — 1312
- Videm pri Ptuju — 2284
- Vinica — 8344
- Vipava — 5271
- Visoko — 4212
- Višnja Gora — 1294
- Vitanje — 3205
- Vitomarci — 2255
- Vodice — 1217
- Vojnik — 3212
- Volčja Draga — 5293
- Voličina — 2232
- Vransko — 3305
- Vremski Britof — 6217
- Vrhnika — 1360
- Vuhred — 2365
- Vuzenica — 2367

### Z
- Zabukovje nad Sevnico — 8292
- Zagorje ob Savi — 1410
- Zagradec — 1303
- Zavrč — 2283
- Zdole  — 8272
- Zgornja Besnica — 4201
- Zgornja Korena — 2242
- Zgornja Kungota — 2201
- Zgornja Ložnica — 2316
- Zgornja Polskava — 2314
- Zgornja Velka — 2213
- Zgornje Gorje — 4247
- Zgornje Jezersko — 4206
- Zgornji Leskovec — 2285
- Zidani Most — 1432
- Zreče — 3214

### Ž
- Žabnica — 4209
- Žalec — 3310
- Železniki — 4228
- Žetale — 2287
- Žiri — 4226
- Žirovnica — 4274
- Žužemberk — 8360

## Spoljašnje veze
- Pošta Slovenije